# Placas de identificação de veículos na Letônia

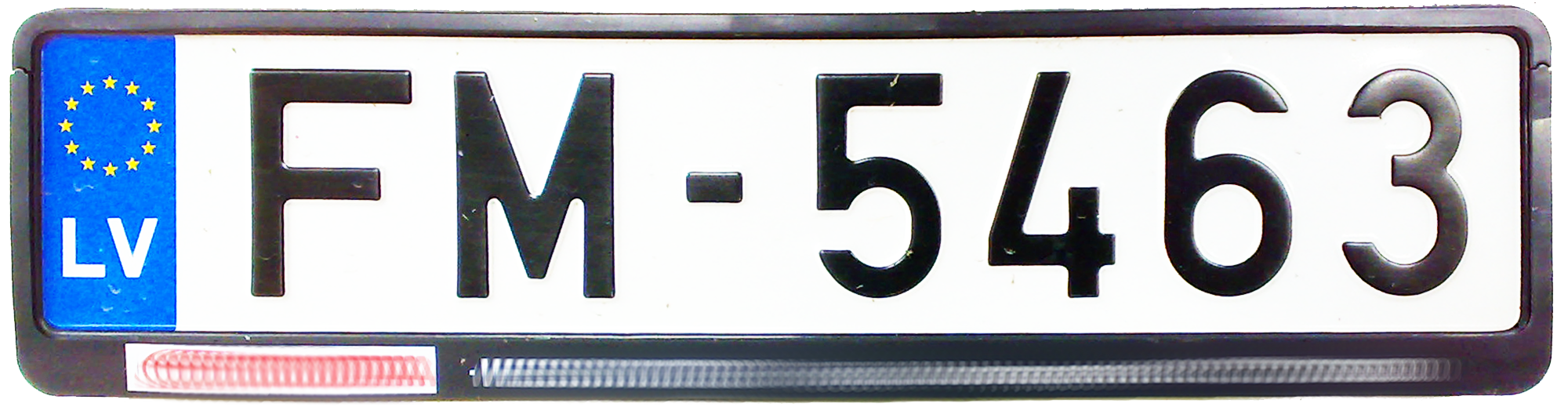
Placa atual na Letônia

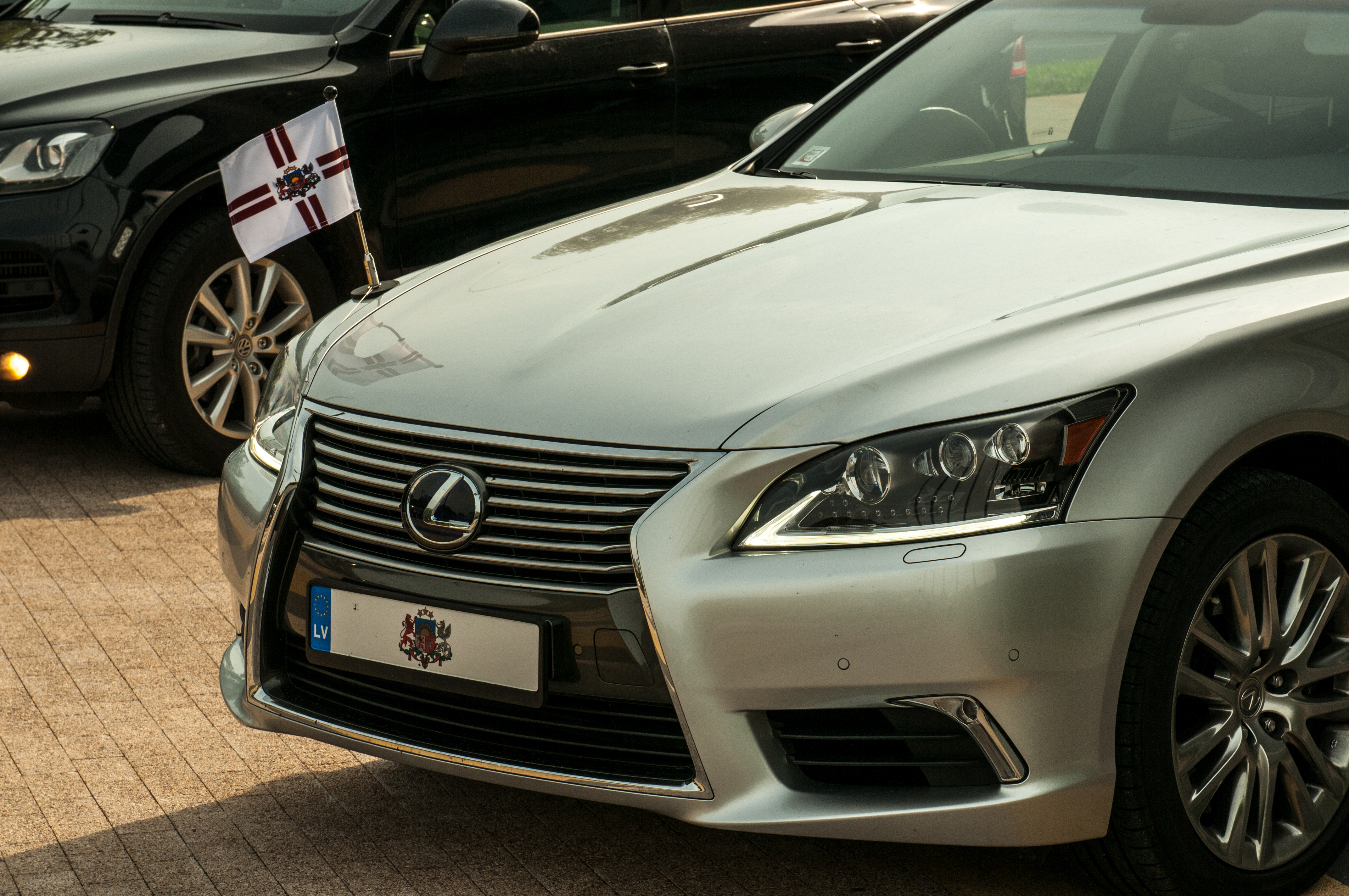
Carro presidencial

As placas de identificação de veículos da Letônia possuem em geral em duas letras (as placas dos reboques têm uma letra), um hífen e um a quatro números (dependendo da idade do registro), no formato AB-1234, 

## Cores e dimensões

Formatos antigo (usado de 1991 a 2004) e atual (desde 2004) das placas letãs

As placas atuais têm caracteres pretos sobre material refletivo branco para as placas dianteiras e traseiras. Depois que a Letônia recuperou a independência em 1991, as matrículas de veículos da União Soviética com letras latinas LA e LT foram usadas até 1993, quando o novo tipo de matrícula de veículos foi introduzido. Até 2004, uma pequena bandeira nacional letã com as iniciais LV foi usada no lado esquerdo da placa. Desde que a Letônia ingressou na União Européia, a faixa azul da UE foi incluída na placa com o indicativo internacional da Letônia - LV. No que se refere ao tamanho, as placas dianteiras possuem 520 mm x 111 mm. As placas traseiras podem ser várias dimensões: 
- 520 mm x 110 mm (padrão "tipo A")[1];
- 280 mm x 200 mm (padrão "Tipo B", mais quadrado usado principalmente em utilitários esportivos (SUVs);
- 240 mm x 130 mm ("Tipo C" usado principalmente em motocicletas);
- 300 mm x 110 mm ("Tipo E", Pequeno), usado principalmente em carros americanos e japoneses (com volante do lado direito) cujos receptáculos de placas são pequenos. Esse tipo de placa pode incluir apenas 4 símbolos sem hífen, por exemplo, AB12; no entanto, um hífen está incluído na placa frontal;
- 177 mm x 130 mm ("Tipo F", usado principalmente em motocicletas);
- 133 mm x 165 mm ("Tipo G", usado apenas em ciclomotores);
- 133 mm x 165 mm ("Tipo H" usado apenas em veículos todo-o-terreno).

## Fonte tipográfica
Todas as chapas letãs usam a fonte tipográfica Austria, estreitamente relacionada à DIN 1451 alemã. As alterações mais notáveis incluem as formas da letra J, bem como os dígitos 6 e 9  e os cantos arredondados. 

## Designações de automóveis
As placas da Letônia em geral não possuem nenhuma codificação. No entanto, carros e caminhões do exército letão ostentam as letras LA nas placas, que significam Latvijas Armija e os carros do governo possuem placas com as letras MK significando Ministru Kabinets. As letras VS significam Vēsturiskais Spēkrats (carro antigo/de coleção). 

## Placas personalizadas
O governo da Letônia permite o registro de placas personalizadas. Em 2006, foi decidido o aumento do preço de registro de 542,80 lats letões (772 euros) para 2.500 lats (3557 euros), porque o preço antigo teria se tornado muito acessível. Placas personalizadas podem consistir de dois a oito símbolos: letras, números ou espaços. O mesmo símbolo pode ser repetido no máximo 3 vezes sem interrupções (por exemplo, "XXXIXXX"). A placa não pode incluir apenas números; portanto, o requisito mínimo é uma letra e um número (por exemplo, "4O" (quarenta) consistem no número 4 e na letra O) ou em duas letras. 

## Placas especiais

Placa de táxi.

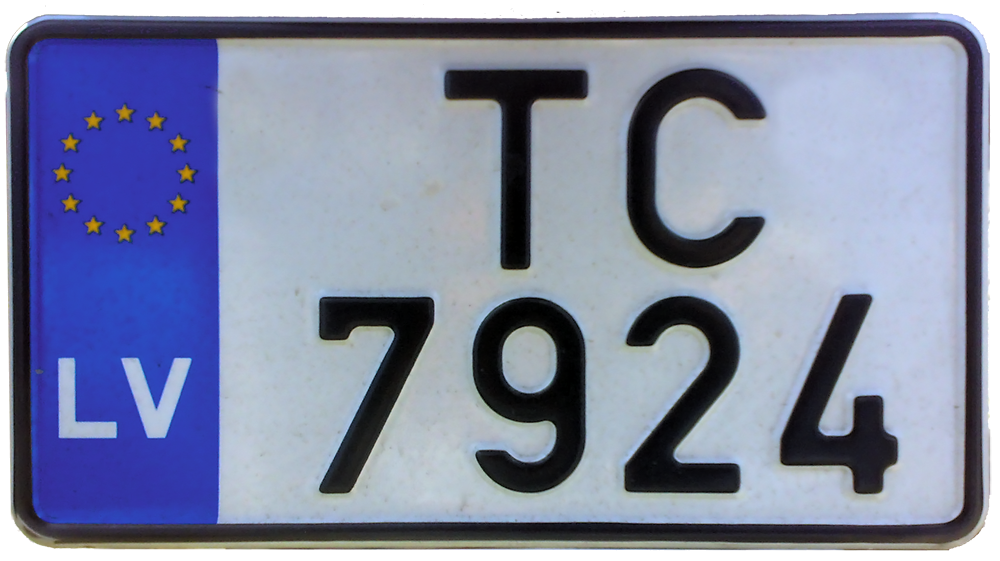
Placa de motocicleta.

Placa diplomática.

- Nos táxis, as placas possuem caracteres pretos sobre fundo amarelo com duas letras, um hífen e um a quatro dígitos. As letras são sempre TX, significando táxi; Depois que todos os números dentro do intervalo TX foram usados, passou-se a usar a combinação TQ.
- Em reboques e semirreboques, as placas são compostas por uma letra, um hífen e quatro dígitos, com caracteres pretos sobre fundo branco;
- Em motocicletas, as placas têm as mesmas cores que as placas comuns, mas o formato das letras e a fonte diferem, com as letras sendo TA, TB, TC...
- Nos veículos do corpo diplomático, a codificação também consiste em duas letras, um hífen e quatro números. As placas possuem caracteres pretos sobre fundo vermelho. As letras CD, significando Corps Diplomatique. Os dois primeiros dígitos indicam o país representado (por exemplo, 18 = Noruega, 33 = Rússia 49 = União Europeia, etc.);
- Os veículos elétricos usam placas com caracteres brancos em fundo azul-claro, com as letras EX.